# Tumba del Triclinio

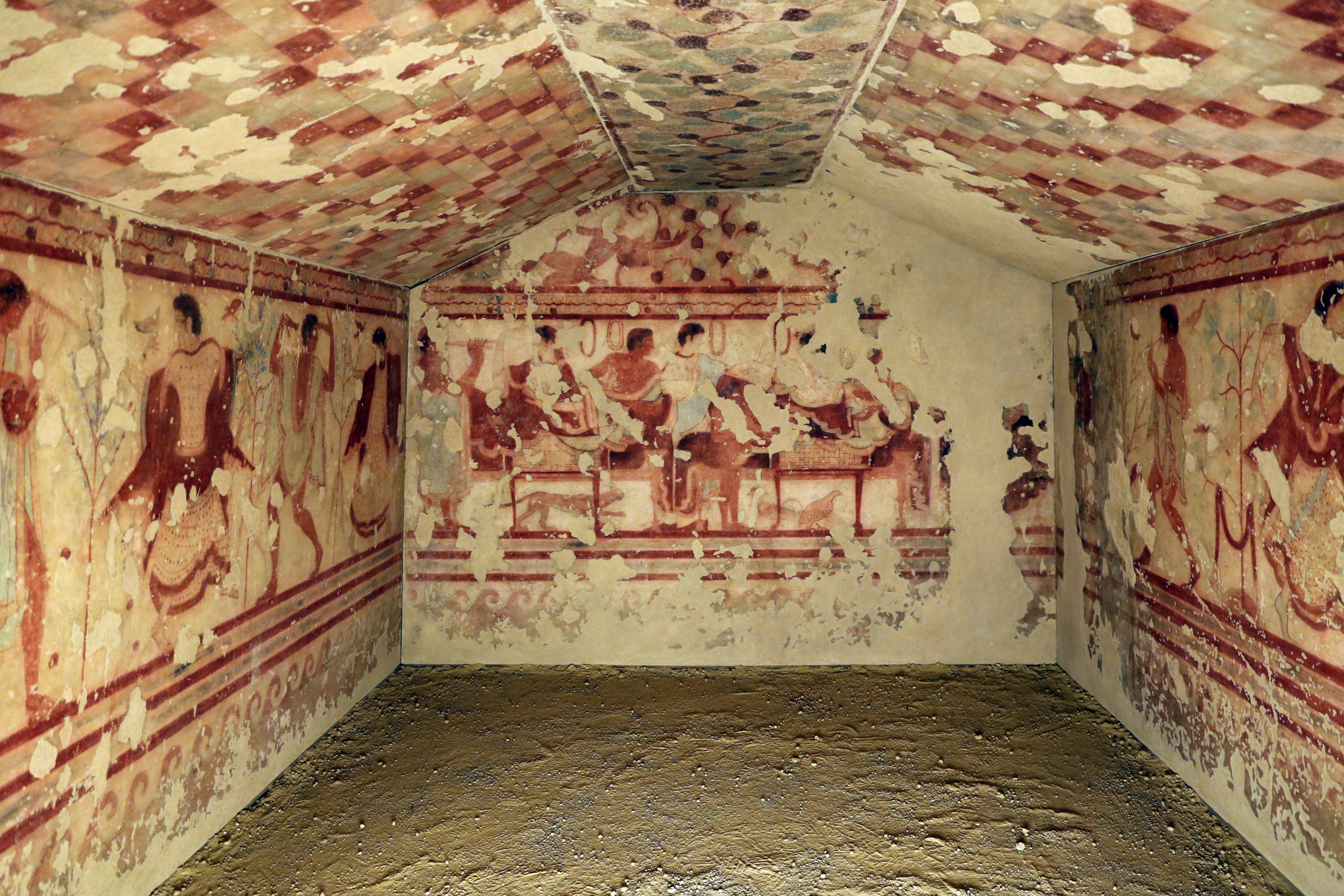
Tumba del Triclinio

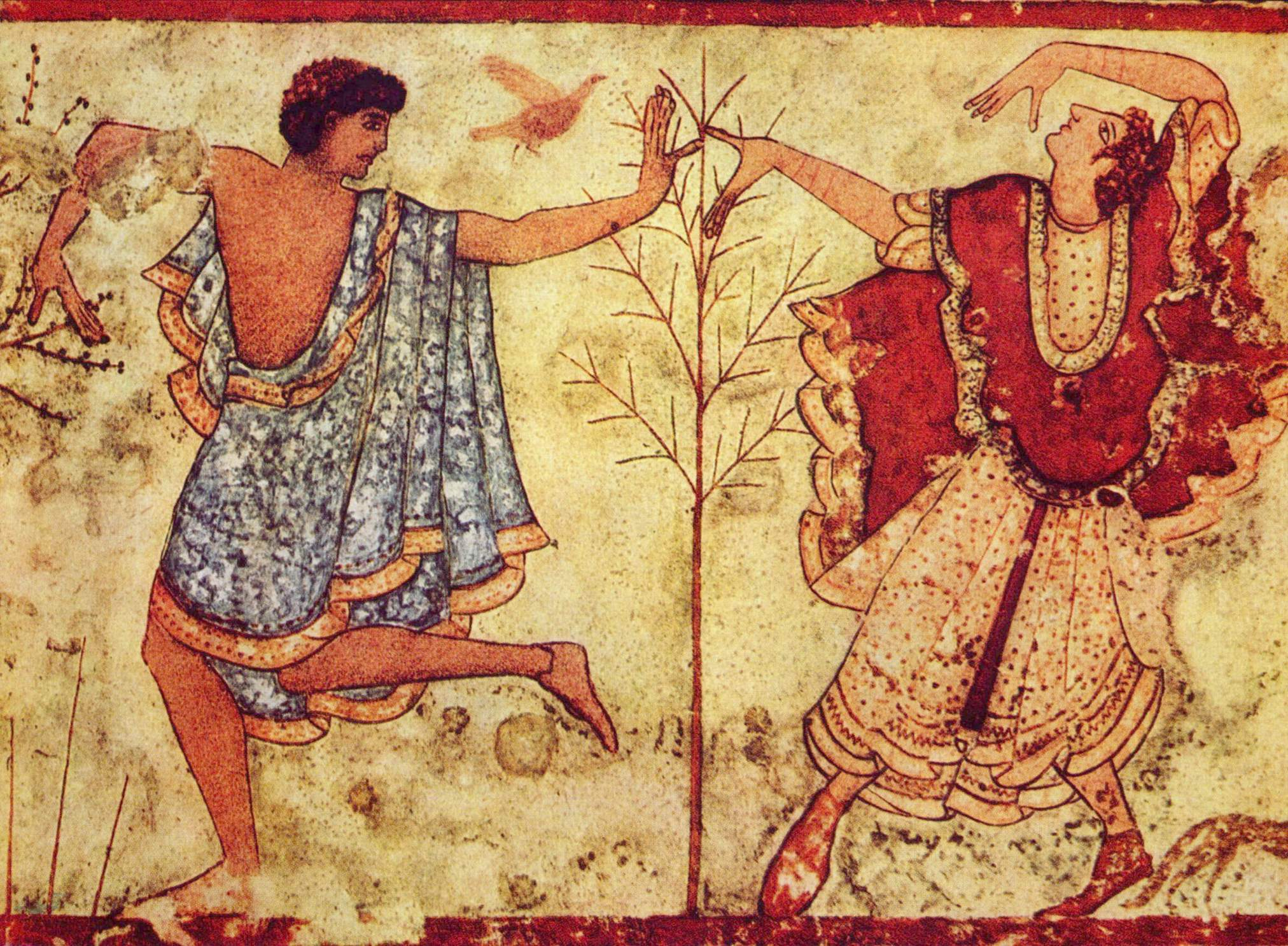
Pintura mural etrusca, representando a dos personas escenificando un baile, en la Tumba del Triclinio, en Tarquinia, c. 480 a. C.

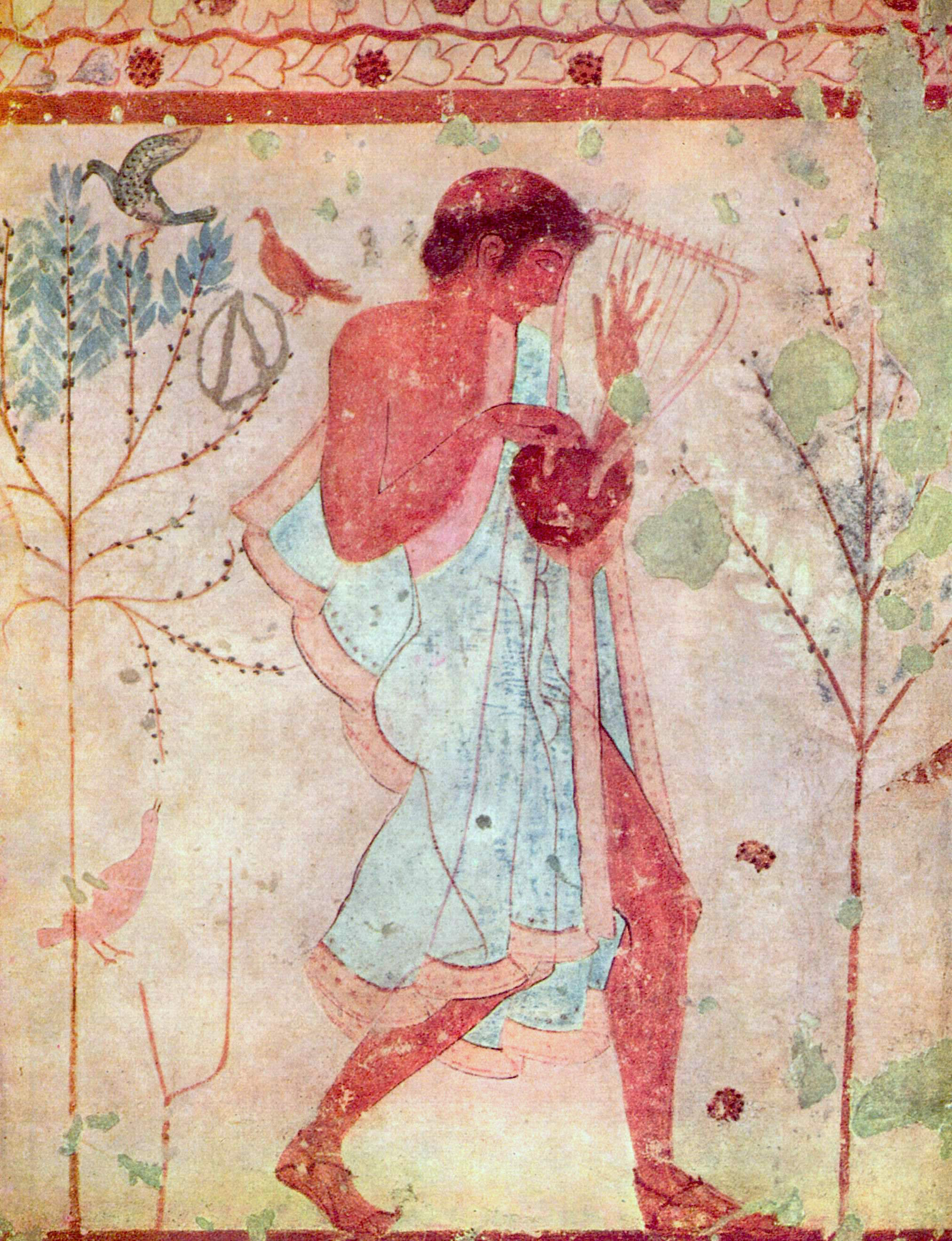
Pintura mural etrusca que representa a un músico, en la Tumba del Triclinio.

La Tumba del Triclinio es una sepultura que data del año 480 a. C., construida por los etruscos. Es una de las más bellas tumbas, por sus magníficamente bien conservadas pinturas que se conocen de la civilización etrusca. Actualmente la ubicación del monumento funerario pertenece al territorio de la región del Lacio, en la provincia de Viterbo.

## Lugar del hallazgo
En el año 1830 fue descubierta, en los alrededores de la antigua ciudad etrusca de Tarquinia, una de las ciudades más importantes de Etruria.

## Estructura y contenido
- Pinturas de estilo tardío arcaico, entre otras una escenificación de un banquete pintado al fresco con colores suaves en el muro del fondo y en los laterales escenas de bailes.

Mapa del área de influencia de la civilización etrusca en año 755 a. C.